# Палфингер
„Палфингер“ (на немски: Palfinger) е австрийско предприятие за производство на кранове и друга подемна техника със седалище в Залцбург. В средата на XX век то се налага като водещ европейски производител на хидравлични кранове.
Създадено е през 1932 г. като семейна фирма за ремонт на селскостопанска техника от Ричард Палфингер.
- 1959 г. Полагане на основите на нова ера за Палфингер. След разработването на различни селскостопански устройства Palfinger конструира първия си кран.
- 1964 г. Хуберт Палфингер, синът на Ричард Палфингер, представя хидравличен товарен кран, монтиран на камион.
- 1968 г. Първият кран серийно производство слиза от линията.
- 1971 г. Палфингер въвежда първото хидравлично устройство за регулиране на подемния момент и подреждане на цилиндрите на системата за удължаване на стрелата.
- През 2023 г. Палфингер има производствени бази в 30 страни и търговска мрежа в целия свят.[1]

Подразделението на компанията в България „Палфингер Продукционстехник България“ ЕООД включва два завода за производство на кранови компоненти – в Червен бряг и Тенево.